# Volební kapitulace

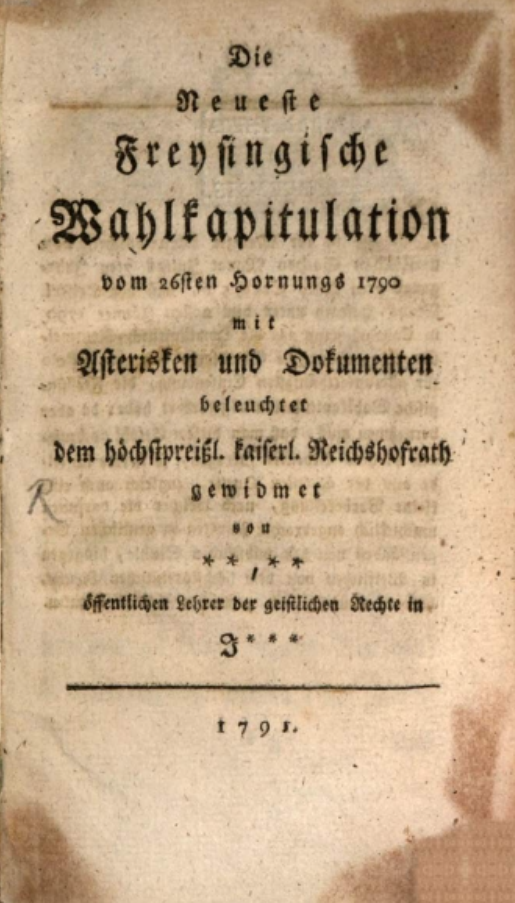
Titulní strana Wahlkapitulation (volební kapitulace), kterou před svým zvolením v roce 1790 schválil Joseph Conrad ze Schroffenberg-Mös, poslední princ-biskup z Freisingu.

Volební kapitulace je souhrn podmínek, které předkládali volitelé panovníkovi před zvolením. Podmínky a jejich podoba byly domlouvány na předvolebních jednáních a jejich cílem bylo co nejvíce omezit panovníkovu moc. Teprve po jejich potvrzení mohl být nový panovník zvolen (nebo bylo přijato jeho nástupnictví).
Původně byl tento termín používán jen v souvislosti s volbou římského císaře. Jejich obsah určovali kurfiřti jménem říše, císař je musel před nastoupením vlády přijmout a přísahat na ně. Poprvé byly kapitulační podmínky takto předloženy Karlu V. v roce 1519. Po Vestfálském míru byla formulována stálá volební kapitulace, která se však nestala říšským zákonem, kurfiřti si nadále osobovali právo činit dodatky.
V českých zemích byly kapitulační podmínky formulovány na jednáních českých stavů. Za první volební kapitulaci lze považovat už inaugurační diplomy Jana Lucemburského z roku 1310. Volební kapitulaci, která především obsahovala dodržování kompaktát, musel složit v roce 1436 Zikmund Lucemburský. Jiří z Poděbrad skládal při své korunovaci v roce 1458 slavnostní slib zachování všech zemských svobod. Od roku 1471 (zvolení Vladislava Jagellonského) zahrnovala volební kapitulace soubor zemských privilegií, která měl nový panovník potvrdit. Pokud byl zvolený či přijatý král cizinec, skládal přísahu a potvrzoval zemská práva již při vstupu do země. Při korunovaci musel král přísahat znovu a vydával pro stavy tzv. revers (souhlas s požadavky kapitulace).